# 1965 في تركيا
فيما يلي قوائم الأحداث التي وقعت خلال عام 1965 في تركيا.

## سياسة

### تعيين في المنصب
- 17 ديسمبر – إبراهيم بدر الدين الألمالي رئيس منظمة الشؤون الدينية التركية ‏.

### انتهاء فترة المنصب
- 16 ديسمبر – محمد توفيق كرجكأر رئيس منظمة الشؤون الدينية التركية ‏.

## مواليد

### يناير
- 1 يناير – أوزنور تشالك سياسية تركية.
- 1 يناير – إحسان شنر سياسي تركي.
- 1 يناير – برهان سونميز كاتب تركي.
- 1 يناير – شامل طيار سياسي تركي.
- 1 يناير – فاتح دونماز سياسي تركي.
- 1 يناير – ياد كارا
- 2 يناير – فخر الدين قوجة سياسي تركي.
- 27 يناير – أوكتاي كينارجا ممثل تركي.

### فبراير
- 21 فبراير – أفكان آلا سياسي تركي.
- 24 فبراير – آسيا مغنية تركية.

### مارس
- 29 مارس – أورهان كايا سايار سياسي تركي.

### أبريل
- 1 أبريل – بكير بوزداغ سياسي تركي.
- 5 أبريل – ايكوت كوجامان لاعب كرة قدم تركي.
- 14 أبريل – أوميت أونال
- 22 أبريل – فكرت كوشكان ممثل تركي.

### مايو
- 27 مايو – إيرول أنار كاتب تركي.

### يونيو
- 13 يونيو – وحيدة برجين ممثلة تركية.

### أغسطس
- 18 أغسطس – خير النساء غل سياسية تركية.
- 22 أغسطس – جالي أريكان ممثلة تركية.

### سبتمبر
- 12 سبتمبر – أحمد ممتاز تايلان ممثل تركي.
- 13 سبتمبر – فكري إيشيق سياسي تركي.
- 14 سبتمبر – هوليا جولشن إيرماك ممثلة تركية.

### نوفمبر
- 25 نوفمبر – لاتشين جيلان ممثل تركي.

### ديسمبر
- 1 ديسمبر – أورهان آتالاي سياسي تركي.

## وفيات

### مارس
- 13 مارس – فان نولي (مواليد 1882) سياسي ألباني.

### يوليو
- 18 يوليو – رفيق خالد كاراى (مواليد 1888) مؤلف تركي.